# Ázsiai totemlepke
Az ázsiai totemlepke (Brahmaea tancrei) a rovarok (Insecta) osztályába, a lepkék (Lepidoptera) rendjébe, ezen belül a selyemlepkeszerűek (Bombycoidea) öregcsaládjába tartozó faj.

## Előfordulása
Oroszországban, Koreában, Kínában és Indonéziában található meg.

## Megjelenése
A peték szinte tökéletesen gömb alakúak, színük halványfehér. 
Néhány nappal a kikelés előtt néha sötétté, vagy akár teljesen feketévé is változhatnak.
A kikelt hernyók színezete nagyrészt fekete, már ekkor megtalálhatók hátukon (a toron négy, a test hátsó részén egy) jellegzetes ostorszerű nyúlványaik. 
A második fázisban az alapszín sötétlila lesz, feje, lábai feketék maradnak, a test felső részén lévő nyúlványok hosszabbakká válnak. 
A harmadik fázisban a legérdekesebb a kinézetük. Ha védekező pózt vesznek fel, hogy elijesszék az ellenséget, fejük lehajtásával egyidejűleg előtűnnek a hátukon lévő szemekre hasonlító élénkpiros foltjaik. A toruk elején lévő csavart nyúlványaikkal csapni is tudnak, ez különösen hatásos parazita legyek és darazsak ellen. Gyakran hangot is adnak ki, ha megzavarják őket (átmenet a vinnyogás és csipogás között).
A negyedik fázisban hátuk rózsaszínes krémfehér, fekete foltokkal, az oldaluk sárga, fekete és fehér mintázattal. 
Az ötödik, utolsó fázisban az összes nyúlványukat elveszítik. Színük fehéres homokszínű, esetleg sárgásbarna lesz, fekete mintázattal, ezután bebábozódnak.
A bábok sötét, szürkésfekete színűek, opálos hatással, igen rövid cremasterekkel. Érintésre hevesen rángatózni kezdenek.
A kifejlett lepkék szárnyfesztávolsága 90-165 mm,
pödörnyelvük 7-10 mm hosszú, amivel képesek a nedvesség felszívogatására, de ez a képességük vadon nem jellemző, csak fogságban figyelték meg.
A hímek és a nőstények közötti különbségek elenyészőek, a hímek kicsit hosszabb és szélesebb csápokkal rendelkeznek, valamint  színezetük barnás-vöröses árnyalatú, míg a nőstényeké inkább sárgás, és természetesen mások az ivarszerveik.
Az imágók a fakérgen jól álcázottak.

## Életmódja
Az imágók áprilisban repülnek ki, valószínűleg egy fészekaljként.
A lárvákat májustól júliusig lehet megtalálni.
A hűvösebb, szárazabb kontinentális- és szubtrópusi éghajlaton élnek. 
Kedvelik a párás környezetet, ez növeli élettartamukat is.

## Tápnövényei
A lárvák az olajfafélék számos fajával táplálkozik, pl. orgona, fagyal, olajfagyal, kőris.
Kismértékben polifágok.

## Szaporodása
Legtöbbször egy évben csak egyszer petézik a nőstény, (a hernyók tápnövényére rakják a petéiket), de kedvező körülmények között, mind vadon, mind fogságban figyelték már meg második generáció kikelését is.
Mérettől és erőnléttől függően 50-150 körüli petét raknak. Optimális körülmények között (a legideálisabb a 20 C° körüli hőmérséklet), 8-15 nap alatt kelnek ki a hernyók. Nem elengedhetetlen a párás környezet, de segítségével a felpuhult petékből könnyebben ki tudnak kelni. 
A kifejlődött apró hernyók kirágják magukat, majd első táplálékként el is fogyasztják a peteburok egy részét. 
Néhány hét táplálkozás után, teljesen kifejlődnek, majd a talajra esve bebábozódnak. 
A petéből bábbá alakulás optimális körülmények között egy-, másfél hónapot vesz igénybe. Minél hűvösebb a hőmérséklet, annál tovább tart. 
A báboknak csak egy része alakul át, a többi 8-10 hónapig is nyugalmi állapotban marad a föld alatt. Ez függ a nappalok hosszától, és a hőmérséklettől. Az áttelelésnek hűvösnek, de fagymentesnek kell lennie, az optimális 1- és 9 C° körüli. 
A hideg tél nélkülözhetetlen a fejlődésük szempontjából, azok a bábok amik nem kapnak a telelés során elég hűvöset, elpusztulnak. A lepkék általában tavasszal kelnek ki, miután a hosszabb lehűlést követően felmelegedés éri őket.

## Fogságban
Egyszerűen tartható, különleges körülményeket nem igényel, könnyen szaporítható.

## Hasonló faj

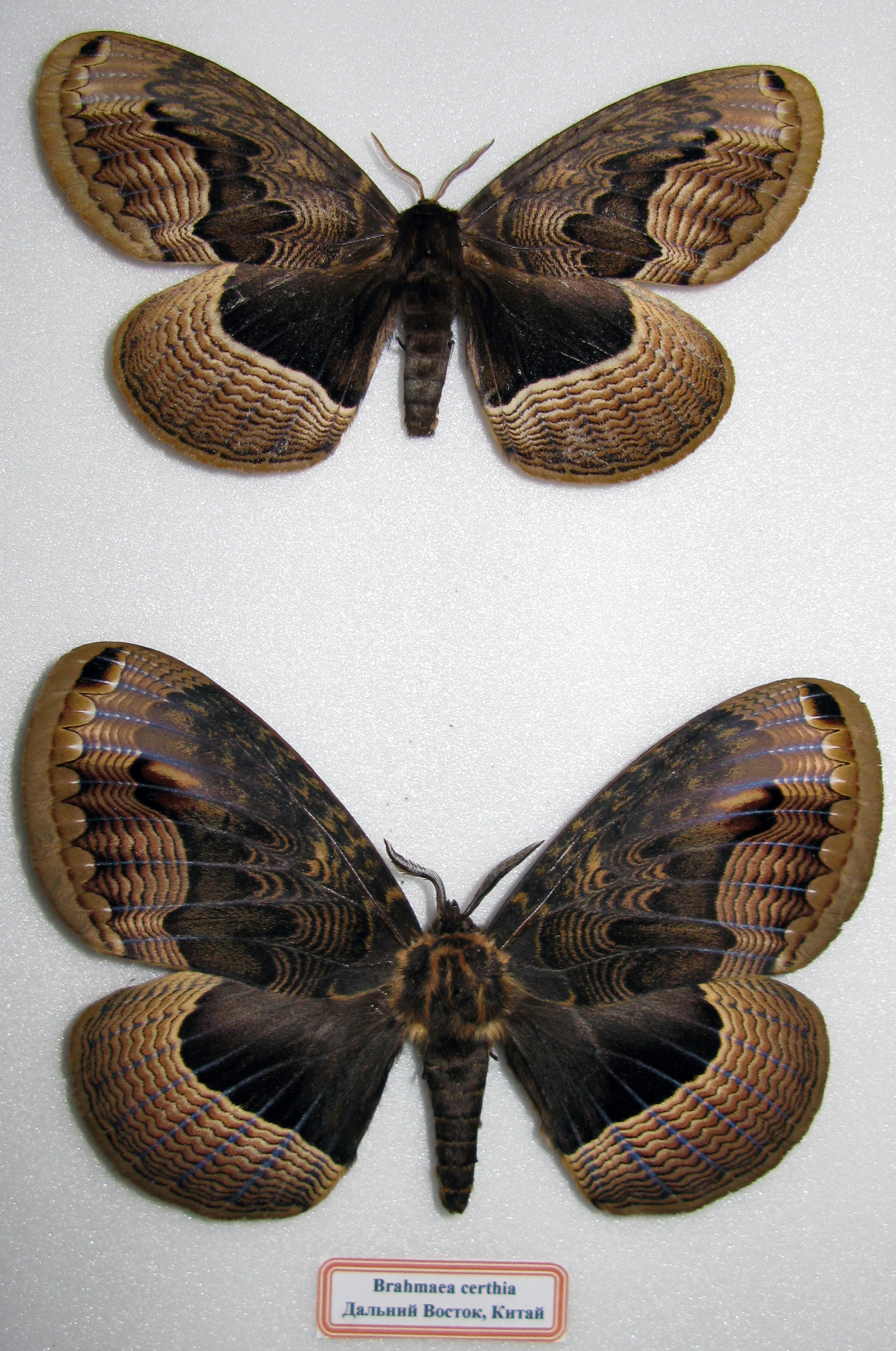
Brahmaea certhia